# インドネシア鉄道BB203形ディーゼル機関車
BB203形ディーゼル機関車（ビーシー203がたディーゼルきかんしゃ、インドネシア語：Lokomotif BB203）は、インドネシアのディーゼル機関車。ゼネラル・エレクトリックが製造したGE U18A1A形の、クレタ・アピ・インドネシア（インドネシア鉄道会社、PT.KAI）における形式である。

## 概要
1978年から運用されており、直流電動機を採用し車両形状や寸法と主要機器はCC201形と共通であり車軸配置が異なる。 CC201形が Co'Co' （各台車事に3駆動車軸）で6つの主電動機を積んでいるが、BB203形は、 (A1A)(A1A) 車軸を備えている。各ボギー台車は、3車軸があるが、2つだけが駆動車軸で4個の主電動機しか積んでいない。 

### 一次車（1978年）

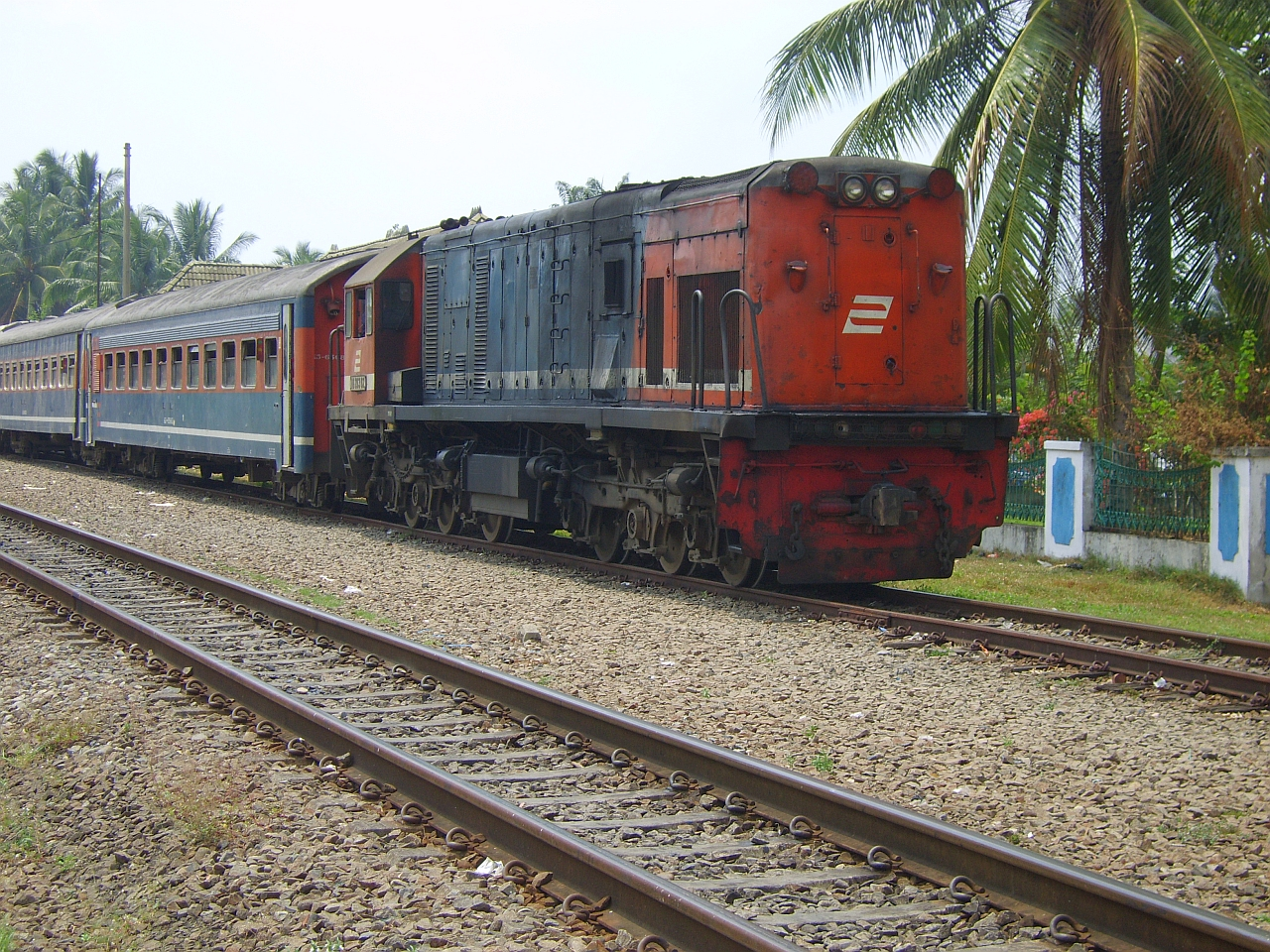
BB203 02号機（2006年）

BB203形及び、CC201形ディーゼル機関車を調達する計画は、インドネシア国鉄（PJKA）が機関出力が高く頑丈な新形式の機関車を導入し、主要幹線における蒸気機関車の置き換え無煙化するために持ち上がった。しかし、1977年当時の北ジャワ本線（チルボン〜スマラン〜スラバヤ）の車軸荷重は、まだ18トンまでしか対応していなかった。 導入予定のCC201形が走行できるようにするためには、中期もしくは長期的な設備改良によって対応する車軸荷重を増加させることが急務であった。
この問題を短期的に解決するために、ボギー車軸配置を Co'Co' から (A1A)(A1A) に変更し「GE U18A1A」として製造し、南スマトラ開発局向けに GEトランスポーテーションでCC201形（GE U18C）の軽量車として生産することを立案された。設計の主な目的は、総重量を減らして車軸荷重を13.5 トンに抑えることであった。当時ジャワ島北部とスマトラ島の南部に存在していた14トン未満の車軸荷重の路線に走行できるように設計された。
BB203形一次車の外観は、CC201形一次車と同様である。11両（BB 203 01–11）がインドネシアに到着した。その多くが南スマトラ州のクレタパティ機関区に配置された。

### 二次車（1981年）

BB203 26号機（1998年）

1981年10月8日のGapeka（ダイヤ改正）に合わせて、PJKAは鉄道の一般需要が急増したと発表した。 PJKAは鉄道設備の増強は急務であり、経年が40年以上の車両は定期運行から直ちに運用離脱する必要があった。インドネシア政府は、車両の置き換えを急速で進めるため、増大する需要を賄える新形式車両の製造に重点を置いた国営企業であるインダストリ・クレタ・アピ（INKA）を設立した。当時は信用に置かれていた輸入品の需要に支えられ新形式の機関車・列車・客車を購入する計画を立案した。
PJKAは機関車の増備を行うために、GEトランスポーテーションに再び発注を行った。 1983年6月27日、GE トランスポーテーション社から10両がタンジュンプリオク港に到着した。ユダニュースはPJKAエクスプロイテーション（EBt）からの情報を引用し、当初は、南スマトラ開発局へ配置される予定であると報じた。しかし、イード・アル＝フィトル（1983年7月12日）が近かったため、運行されていた8両の機関車とともにジャワ島に配置された。既存の機関車数はまだ十分であると認識されたため、南スマトラ開発局では増備が行われなかった。
1987年11月9日にバンドンのPJKA本部で行われた1987/1988 年度業務会議報告の結果によると、南スマトラ開発局で運用されていた10両は改造後、機関車を増備するためにジャワ島へ転属予定であった。該当車両は、CC 201 73R ~ 82R号機となる。さらにその後の計画ではBB203形を10両改造してCC201形となる計画であった。BB203形の多くがCC201形に改造され、2004年までにラハト車両工場とジョグジャカルタ車両工場の両方で、59両のBB203形のうち52両が編入化改造を終えた。南スマトラでは、運行されるCC201形の多くは、BB203形を編入したものである。

### CC201形への編入
長距離石炭貨物列車（ババランジャン号）の運行計画は、南スマトラ州の鉄道路線の輸送力増強のきっかけとなった。当時18トンの車軸荷重を必要としたCC202形を走行可能にするため、ババランジャン号が通過する路線の設備改良が行われた。ラハットモーターワークスは、BB203形の発電機を交換し、K201タイプの配線を変更し、BB203形をCC201形へ編入化改造を行う準備を進めた。北ジャワ本線での総車軸荷重が 14トンへ、スマトラ島の路線での総車軸荷重が18トンに増強されると、BB203形の多くはCC201形へ改造された。
編入改造の実施は、PJKA が GEトランスポーテーションとの契約を締結後、1987 年に開始された。 BB203形をCC201形へ編入する改造方法には、設計や構成はCC201と共通であるため大規模な修繕は必要はなかった。エンジン変速機などが変更され、出力が1,950馬力（1,450kW）へ増強され、主電動機が増備されていない車輪にも2つの主電動機が追加された。ジャワ島および南スマトラ島のほとんどのBB203形は、CC201形に編入され始めた。最初はラハット車両工場で施工され、その後はジョグジャカルタ車両工場で行われた。 BB203 形からCC201形への編入改造車と従来車と区別するため、編入車の車両番号の最後には「R」が付いている。(例外もあり)「例: CC 201 73R」
1987年11月9日にバンドンのPJKA本部で行われた1987/1988 年度業務会議報告の結果によると、南スマトラで運用されていた10両は改造後、機関車を増備するためにジャワ島へ転属予定であった。該当車両は、CC 201 73R ~ 82R号機となる。さらにその後の計画ではBB203形を10両改造してCC201形となる計画であった。BB203形の多くがCC201形に改造され、2004年までにラハト車両工場とジョグジャカルタ車両工場の両方で、59両のBB203形のうち52両が編入化改造を終えた。南スマトラでは、運行されるCC201形の多くは、BB203形を編入したものである。

## CC201形への編入表
以下は、CC201形に編入されたBB203形の車両表である。

### 1989年 – 1990年 (ラハト車両工場改造施工車)
| BB 203     | 43    | 49    | 50    | 44    | 53    | 54    | 57    | 56    | 47    | 58    | 51           | 55    | 59    | 42     | 46    | 48    | 45    | 52    |
| CC 201     | 73R   | 74R   | 75R   | 76R   | 77R   | 78R   | 79R   | 80    | 81R   | 82R   | 83R          | 84R   | 85R   | 86R    | 87R   | 88R   | 89R   | 90R   |
| 最新の車番 | 89 01 | 89 02 | 89 03 | 89 04 | 89 05 | 89 06 | 89 07 | 89 08 | 89 09 | 89 10 | 89 11 (廃車) | 89 12 | Afkir | 89 13R | 89 14 | 89 15 | 89 16 | 89 17 |

情報：
- CC201 83R[12]と85R[13]は事故のため廃車となった。
- CC201 86RはCC203形と同じ先頭形状となっている[2]。
- CC 201 73R～82Rは1987/1988年のPJKA作業会議に基づいて1989～1990年に編入され、83R～90Rはその後編入された[7]。

### 1993年 (ラハト車両工場改造施工車)
| BB 203     | 32     | 33     | 34    | 35    | 36    | 37    | 38    | 39    | 40    | 41     |
| CC 201     | 111R   | 112R   | 113R  | 114R  | 115R  | 116R  | 117R  | 118R  | 119R  | 120R   |
| 最新の車番 | 93 01R | 93 02R | 83 35 | 83 36 | 83 37 | 83 38 | 83 39 | 83 40 | 83 41 | 83 42R |

情報：
- CC201 111R、120R は、CC203形と同じ先頭形状となっている[2]。

### 1998年 – 2000年 (ラハト 及び ジョグジャカルタ車両工場改造施工車)

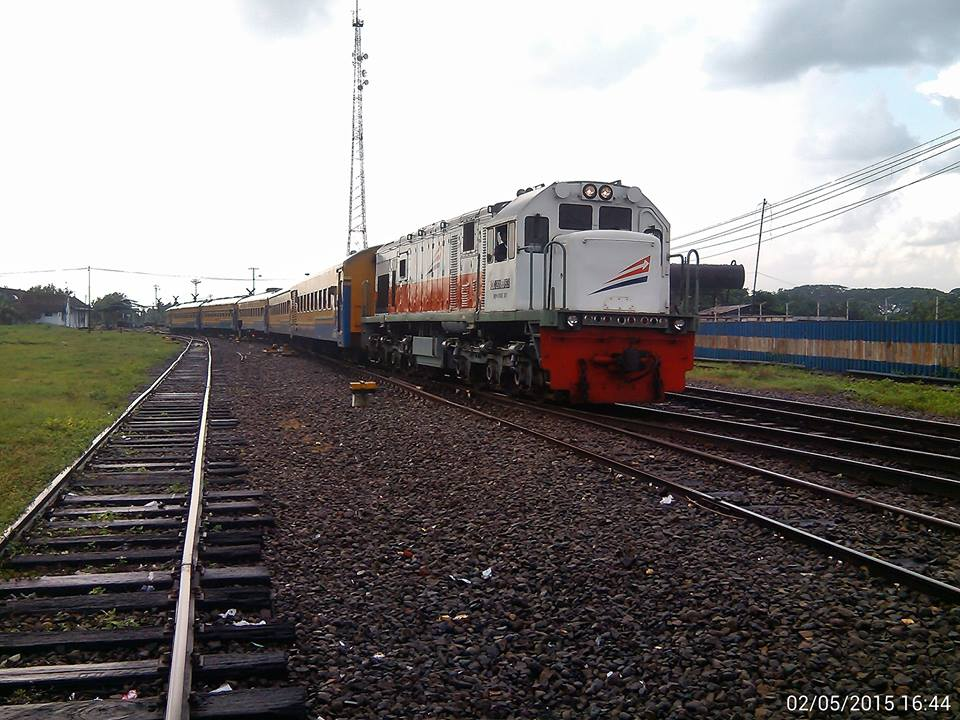
CC 201 83 53 (134R) は、改造された BB203形の1両で、 機関車後部のコンプレッサーグリルはBB203一次車と変わらない。

| BB 203     | 17   | 18    | 19    | 30    | 31    | 21     | 27     | 28     | 12    | 13           | 14    | 16    | 15    | 11    | 07    | 09    | 04     |
| CC 201     | 121R | 122R  | 123R  | 124R  | 125R  | 126R   | 127R   | 128R   | 129R  | 130R         | 131R  | 132R  | 133R  | 134R  | 135R  | 136R  | 137R   |
| 最新の車番 | 廃車 | 83 43 | 83 44 | 83 45 | 83 46 | 99 01R | 83 47R | 99 02R | 83 48 | 83 49 (廃車) | 83 50 | 83 51 | 83 52 | 83 53 | 83 54 | 83 55 | 83 56R |

情報：
- CC 201 121R[14]と130R [15][13]は事故のため廃車となった。
- CC 201 134R–137R は一次車の改造車であり、そのうち2両、134Rと136Rはグリルが使われ、CC201形と同じコンプレッサーが使用される。
- CC201 129R、130R、137Rは、CC203形と同じ先頭形状となっている[2]。
- CC 201 129Rは、斜めの先頭形状を持つ車両で、現在もジャワ島で運行され、2023年11月からペルムカ時代の赤と青の復刻塗装にPT.KAIの2020年新ロゴが貼られている。

### 2004年 – 2005年 (ジョグジャカルタ車両工場改造施工車)
| BB 203     | 20    | 25    | 22     | 26    | 23    | 29    | 24    |
| CC 201     | 138R  | 139R  | 140R   | 141R  | 142R  | 143R  | 144R  |
| 最新の車番 | 04 01 | 04 02 | 04 03R | 04 04 | 04 05 | 04 06 | 04 07 |

## 運用
| 配置場所                      | 配置場所 | 車両番号  | 車両番号     | 配置両数 |
| 機関区名                      | 電報略号 | 導入時    | 現在         | 配置両数 |
| ----------------------------- | -------- | --------- | ------------ | -------- |
| メダン （南スマトラ州メダン） | MDN      | BB 203 02 | BB 203 78 01 | 5両      |
| メダン （南スマトラ州メダン） | MDN      | BB 203 05 | BB 203 78 02 | 5両      |
| メダン （南スマトラ州メダン） | MDN      | BB 203 06 | BB 203 78 03 | 5両      |
| メダン （南スマトラ州メダン） | MDN      | BB 203 08 | BB 203 78 04 | 5両      |
| メダン （南スマトラ州メダン） | MDN      | BB 203 10 | BB 203 78 05 | 5両      |

情報：
- 上記の全ての車両形式付番は、2016年の運輸大臣規則第PM45号に基づく。
- 残りの改造車年月は不明であるが、ナンバープレートには「CC 201 83  xx  」と 記載され、 xx は 35 から 56 号機までである。伝えられるところによると、BB203形時代での運行開始日に基づいている。実際には、CC 201 134R - CC 201 137R号機は1978年の増備によるものであり、その規則に従って改番されたのは約18両だけであった。
- 59両のBB203形のうち、52両が改修されてCC201形へ編入された。未改修車は7両（BB 203 01、02、03、05、06、08、10）である。そのうち2両（BB 203 01 と BB 203 03）は事故により廃車となった。BB 203 01号機は 1996 年にバンジャルサリでの事故により廃車となり、BB 203 03 は 2001 年にベンクルのコタパダンでの事故により廃車となった。
- ジャワ島、北スマトラ州、西スマトラ州で運用されているCC201形に編入された元BB203形は、すべて、2011年のPT.KAI塗装と2020年版PT.KAIの新ロゴマークを貼られている。南スマトラ州やランブン州配置車は、パルムカ時代の塗装が塗られている。
- 残りの5両のBB203形の現在では、2011 年バージョン2011年のPT.KAI塗装と2020年版PT.KAIの新ロゴマークを貼られている。
- パレンバンのBB203形全車両は、全般検査（PA）後にメダン車両工場によってフォグランプが設置された。
- BB203形は、運転席の側面の窓には、鉄製の窓枠を使用している。

## ギャラリー

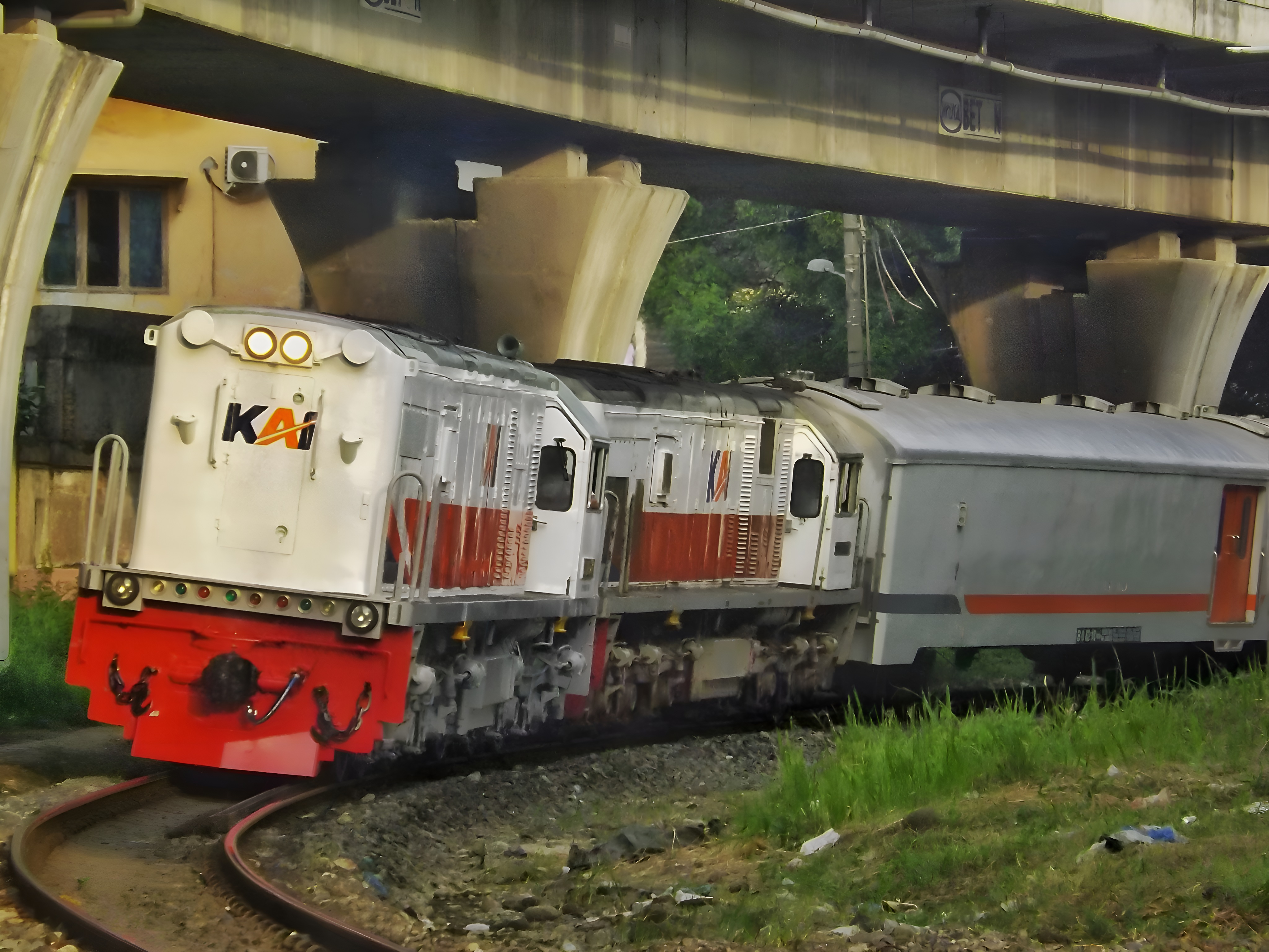
BB203 78 01と CC 201 77 04でプトゥリデリ号を牽引中
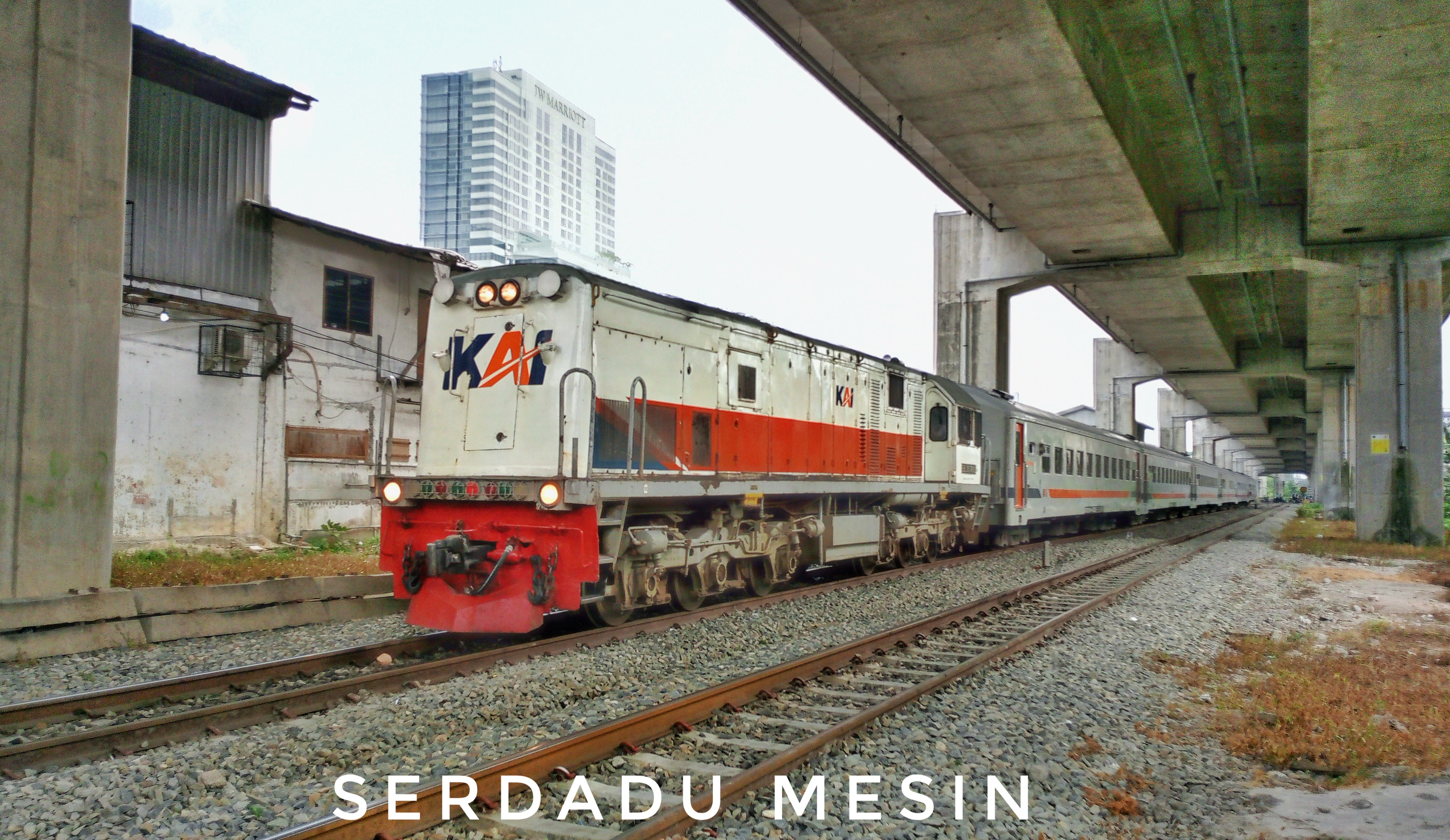
メダン駅に到着するBB203 78 02号機
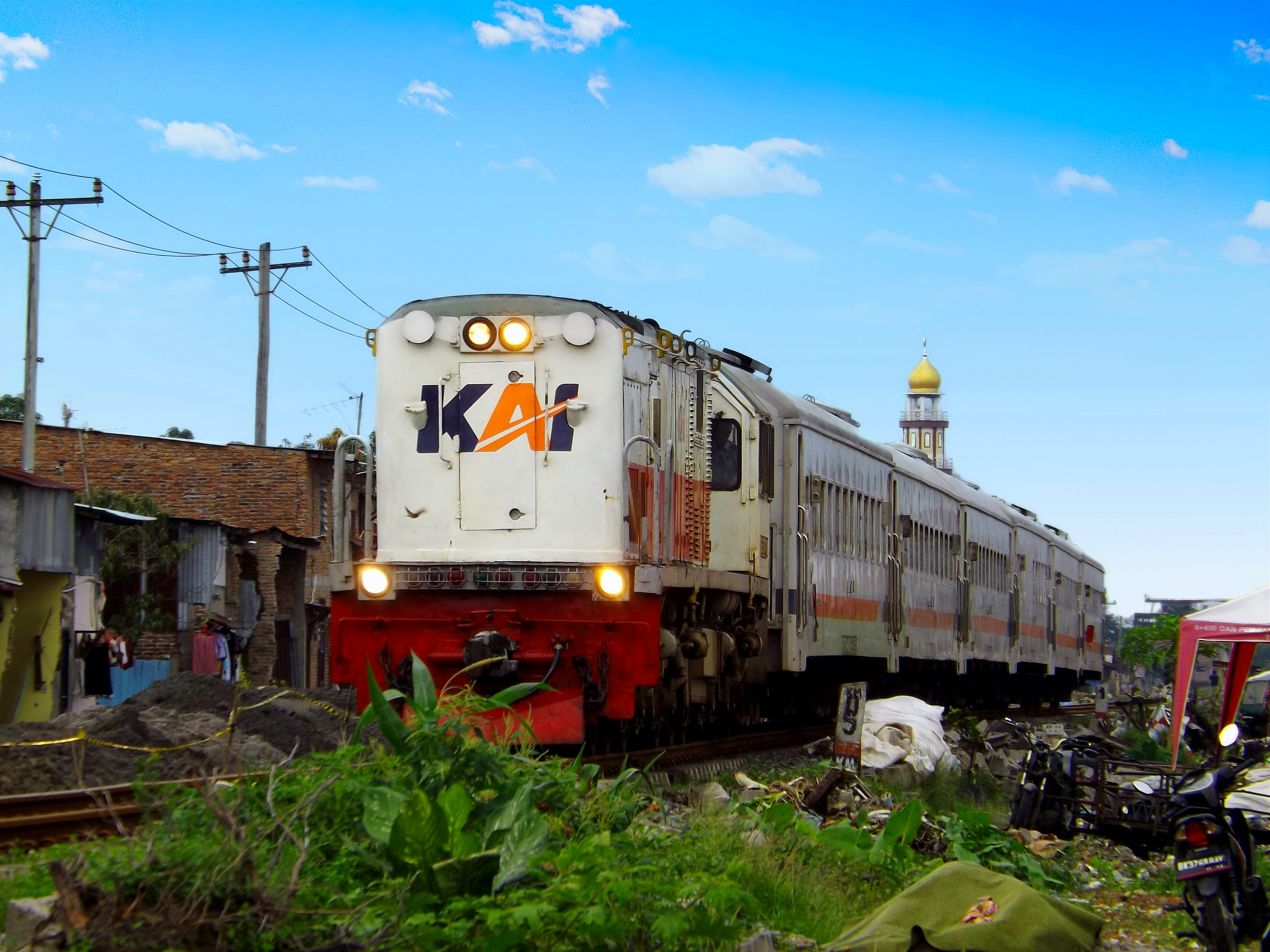
スリ・レラワンサ線に使用されるBB203形
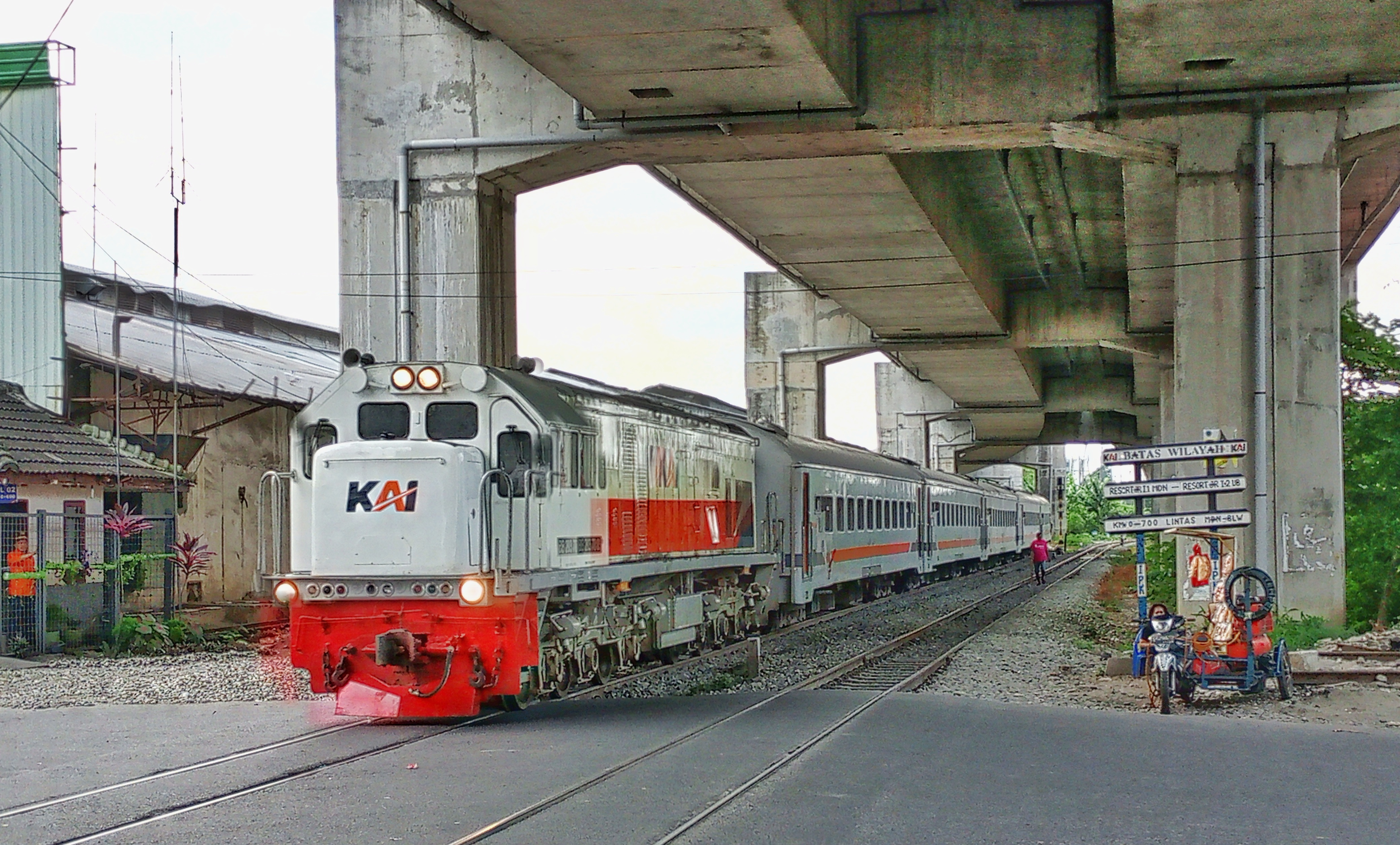
スリ・レラワンサ線で使用されるBB203 78 05号機

## 関連記事
- CC201形ディーゼル機関車